# Aleja Warszawska w Olsztynie
Aleja Warszawska (niem. Hohensteinerstraße) – jedna z ważniejszych arterii komunikacyjnych Olsztyna. Rozciąga się od skrzyżowania z ulicami Grunwaldzką, Mochnackiego i Prostą, kończąc się ślepo przed skrzyżowaniem z ulicami Śliwy, Jagiellończyka i Barczewskiego. Na tym skrzyżowaniu rozpoczyna się ponownie i stąd biegnie do granicy administracyjnej miasta. Część alei, od skrzyżowania z aleją Obrońców Tobruku i ulicą Armii Krajowej do granicy miasta, jest częścią drogi krajowej nr 51.
W czasach Prus Wschodnich nazwa alei (również ul. Śliwy) brzmiała Hohensteiner-Straße (ulica Olsztynecka).

## Dane drogi
Aleja Warszawska jest drogą posiadającą dwie jezdnie, oddzielone pasem zieleni, po dwa pasy ruchu w każdym kierunku. W ciągu alei Warszawskiej znajdują się cztery sygnalizacje świetlne:
- przy skrzyżowaniu z ulicami Śliwy, Barczewskiego, Polnej i Kazimierza Jagiellończyka
- przy skrzyżowaniu z ulicą Armii Krajowej i aleją Obrońców Tobruku
- przy skrzyżowaniu z ulicą Heweliusza
- przy skrzyżowaniu z ulicami Tuwima i Prawocheńskiego
- przy skrzyżowaniu z ulicą Dybowskiego

## Obiekty
Przy alei Warszawskiej znajdują się m.in.:
- Wojewódzki Sztab Wojskowy w Olsztynie
- WKU w Olsztynie, koszary
- Niektóre budynki UWM
- Generalna Dyrekcja Dróg Krajowych i Autostrad, oddział olsztyński
- Uniwersytecki Szpital Kliniczny w Olsztynie (do 2009 r. był to 103. Szpital Wojskowy)
- Hotel Kopernik
- Hotel Park w Olsztynie

## Komunikacja
Aleją Warszawską biegną trasy 13 linii autobusowych (w tym dwie nocne). Są to linie numer: 103, 109, 113, 128, 130, 136, 302, 303, 305, 307, 309, N01 oraz N02.